# 20000 Varuna
A 20000 Varuna, korábban 2000 WR106 egy nagy klasszikus Kuiper-övbeli objektum. Visszamenőleg felfedezték az 1953-as felvételeken is. 2006-ban a Nemzetközi Csillagászati Unió közgyűlésén törpebolygó címet kaphatott volna, ha gömb alakját bizonyítják.

## Nevének eredete
Varuna nevét az azonos nevű hindu isten után kapta. Ő volt az ég, az eső, az óceánok, a folyók, az égi óceánok, a törvény és az alvilág istene, különösen a megfulladtak szellemeivel volt kapcsolatban. Sokszor a későbbi Poszeidónhoz hasonlítják.

## Mérete
A Kuiper-övben található nagy objektumok méretét a hőkibocsátásuk és a visszavert napfény egyidejű megfigyelésével lehet meghatározni. Sajnos ezen értékek nagyon gyengék ilyen távol lévő égitesteknél, és ezt tovább gyengíti a Föld atmoszférájának elnyelése, így a sugárzásnak csak egy nagyon kis része észlelhető a földi megfigyelők által.
A legutóbbi hőmodell szerint a mérete 936 +238−324 km.
Ez a becslés a korábbi megfigyeléseken alapszik (900 +129−145) és (1060 +180−220).

## Pályája

A Varuna (kék) és a Plútó (vörös) pályája

A Varunát klasszikus Neptunuszon túli objektumként osztályozták. Közel kör alakú pályán kering kb. 43 CsE-s fél nagytengellyel, ami hasonlít a Quaoar-éhoz, csak nagyobb az inklinációja.
Az ábra a pályák felülnézetét mutatja (felső; a Varuna pályája kék, a Plútóé vörös, a Neptunuszé szürke). A gömbök a 2006. áprilisi helyzetet mutatják arányos méretekkel és megfelelő színekkel. A perihélium (q), aphélium (Q) és az áthaladás dátuma is jelezve van. Érdekes módon a Varuna és a Plútó pályája hasonlóan hajlott és hasonlóan irányult (mindkét pálya csomópontja nagyon közel van egymáshoz).
43 CsE-re és egy közel kör alakú pályán a Varunára nincs jelentős hatással a Neptunusz perturbációja, ellentétben a Plútóval. Az alsó ábrán a Varuna majdnem kör alakú és a Plútó nagyon excentrikus (e=0,25) pályájának összehasonlítását láthatjuk, mindkettő hasonlóan hajlott.

## Fizikai tulajdonságok

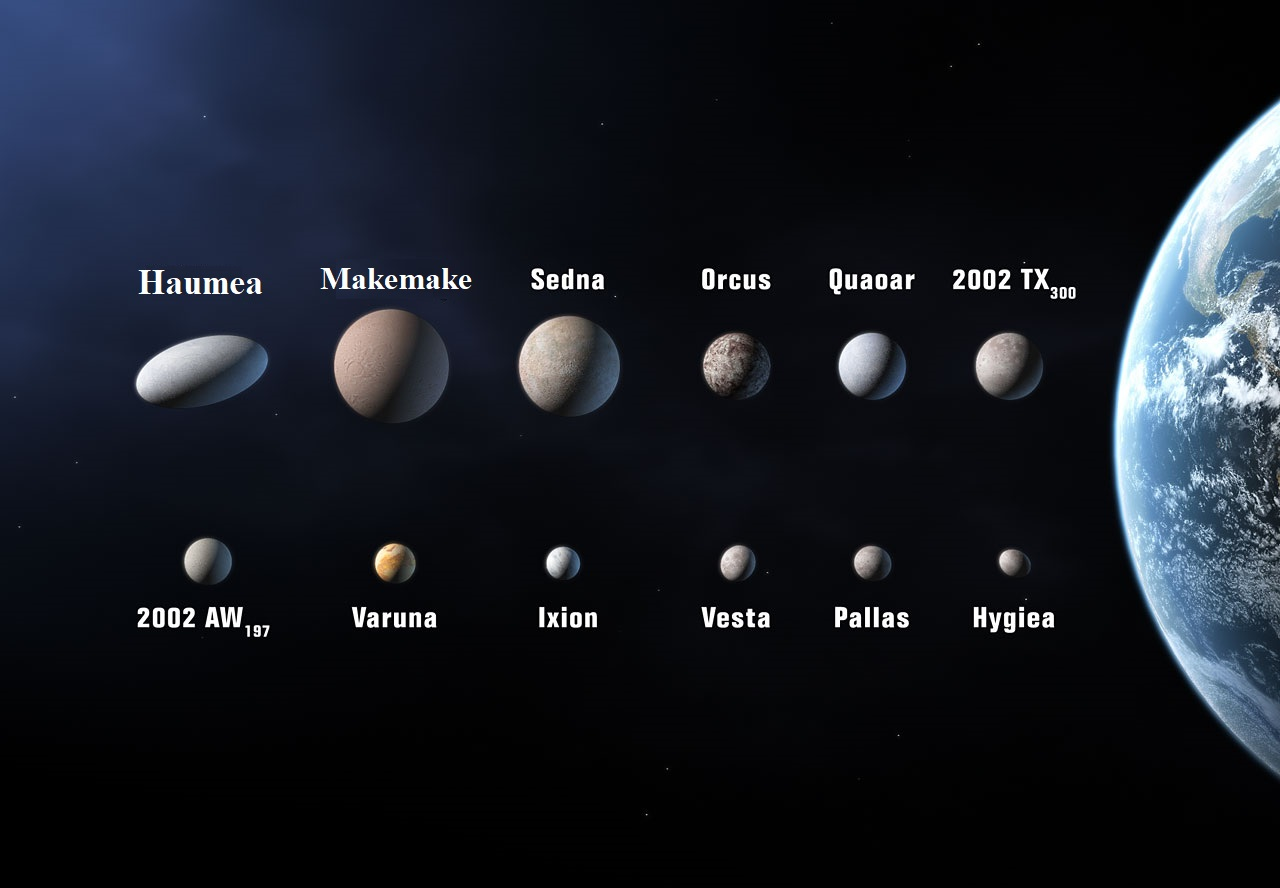
A Varuna átmérője 874 km

A Varuna forgási ideje körülbelül 3,17 óra (vagy 6,34, attól függően, hogy a fénygörbe egy vagy kétcsúcsú). A gyors forgásnak köszönhetően, ami ritka az ehhez hasonló nagyságú égitesteknél, a Varuna valószínűleg nyújtott gömb alakú (tengelyek aránya 2:3). Átlagos sűrűsége 1g/cm³ (ami nagyjából megegyezik a vízjégével). A Varuna fénygörbéjének tanulmányozása után azt találták, hogy a legjobban ráillő modell egy háromtengelyű ellipszoid a,b,c tengelyekkel, melyek között az alábbi kapcsolat áll fenn: b/a = 0,63 − 0,80, c/a = 0,45 − 0,52; térfogatsűrűsége pedig 0,992 g/cm³. A Varuna felfedezése óta már más, nagyobb, gyorsan forgó objektumot is találtak, a (136108) 2003 EL61-t, (3,9 h), melynek hasonlóan nyújtott alakja lehet.
A Varuna felszíne közepesen vörös (hasonlóan a Quaoarhoz), de kivételesen sötét (albedója kisebb, mint 0,04) más nagyobb klasszikus Kuiper-öv-beil objektumokhoz hasonlítva, ami azt sugallja, hogy felszíne nagyrészt jégmentes.